# 攝政
攝政是指在君主制下，一個國家的在位君主不能管理國家時，由他人代替君主處理國政。在古代攝政最常见的情况即是君主仍然幼小而不能親自定奪裁批朝政。在現代多為君主患病或不在國內等情況下也会偶尔出现。攝政者多由在位君主的直系亲属担任职务，如儲君（多稱為監國）或母親（多稱臨朝稱制，唐朝以後又稱垂簾聽政），或是通常由称为“摄政王”的皇室成员所担任。除此之外，摄政者也有由君主的外祖父等外戚，或是德高望重、深具資歷經驗的大臣（多称为辅政大臣）所擔任的。
有些攝政者攝政時，國家並沒有君主在位，這種情況下的攝政者是國家的實際統治者，只是沒有君主身份。
在摄政期间，摄政者給予建議、並讓君主從各項建議與執行中進行學習，直至年歲更長，而能親自執政為止。然而，於很多情況，攝政者都會獨攬大權不放，甚至把君主當作傀儡。故君主年長後，亦往往與這些攝政者產生權力矛盾，而引發權力鬥爭。單以清朝為例：就有清初康熙帝除去辅政大臣鰲拜，清末光緒帝嘗試與慈禧太后爭權（但失敗）等例子；而清初的攝政王多爾袞則是死後遭到順治帝清算，被掘墳鞭屍。
截至2025年7月4日，列支敦士登（隸屬於列支敦斯登攝政王兼王儲阿洛伊斯）、卢森堡（隸屬於紀堯姆大公儲）是唯二活躍的攝政國家。

## 历史上著名攝政者列表

### 中國
- ［商］伊尹（对太甲）
- ［西周］周公旦（對周成王）
- ［西周］召公奭、畢公高（對周康王）
- ［西周］共和执政（对周厉王）
- ［战国］吕不韦、赵姬（对秦始皇）
- ［西汉］呂后 （對漢惠帝、前少帝、後少帝）
- ［西汉］霍光、金日磾、上官桀、桑弘羊（對汉昭帝）
- ［西汉］霍光（對漢廢帝、汉宣帝）
- ［西汉］王莽（對漢平帝、孺子婴）
- ［东汉］梁冀（對汉冲帝、汉质帝、汉桓帝）
- ［东汉］董卓（對汉少帝、汉献帝）
- ［东汉］李傕、郭汜（對汉献帝）
- ［东汉］曹操、曹丕（對汉献帝）
- ［蜀漢］諸葛亮、蔣琬、費禕（對蜀漢後主）
- ［曹魏］曹真、陈群、曹休、司马懿（对魏明帝）
- ［曹魏］曹爽、司马懿、司马师（对魏齐王）
- ［曹魏］司马昭（对魏高贵乡公）
- ［曹魏］司马昭、司马炎（对魏元帝）
- ［東吳］諸葛恪、孫峻、孫綝（對吴會稽王）
- ［東吳］孫綝（對吴景帝）
- ［劉宋］徐羨之、謝晦、傅亮、檀道濟（對宋少帝、宋文帝）
- ［北魏］馮太后（對北魏獻文帝、北魏孝文帝）
- ［东魏］高欢、高洋（对魏孝静帝）
- ［西魏］宇文泰（对魏孝武帝、西魏文帝、西魏废帝、西魏恭帝）
- ［北周］宇文护（对西魏恭帝、北周孝闵帝、北周明帝、北周武帝）
- ［唐］武則天（對唐中宗、唐睿宗）
- ［遼］蕭綽（對遼景宗、遼聖宗）
- ［北宋］劉太后（對宋仁宗）
- ［明］三楊、张輔、張太皇太后（對明英宗）
- ［明］高拱、张居正、高儀（對明神宗）
- ［明］张居正、仁聖太后、孝定太后（對明神宗）
- ［清］议政王大臣会议（對清太宗）
- ［清］多爾袞、孝莊太后（對順治帝）
- ［清］孝莊太后、索尼、遏必隆、蘇克薩哈、鰲拜（对康熙帝）
- ［清］顧命八大臣（對同治帝）
- ［清］慈安太后、慈禧太后（對同治帝、光緒帝）
- ［清］隆裕太后、载沣（對宣統帝）
- ［满洲国］：見满洲国总务厅长列表（日语：総務庁_(満洲国)#歴代総務長官等）（對康德帝）
- ［中华人民共和国］邓小平（對华国锋、胡耀邦、赵紫阳、江泽民）
- ［中华人民共和国］江泽民（對胡锦涛）

### 西藏
西藏在达赖喇嘛圆寂后、转世灵童未满18岁亲政之前设置的官职，由活佛担任，代表达赖喇嘛行使西藏政教大权。1757年七世达赖喇嘛格桑嘉措圆寂后始置摄政之职。此后，在八世至1950年十四世达赖喇嘛亲政前都曾设置此官职。

### 日本
在古代日本，攝政是替未成年天皇執政之臣，其在天皇成年後稱關白。自從858年清和天皇即位、天皇外祖父藤原良房攝政以來，攝政一職便由藤原北家所獨佔。（丰臣秀吉和丰臣秀次父子是唯一的例外）
鎌倉時代與室町時代末期，征夷大將軍大權分別旁落於北條氏與細川氏，執權、管領分別成為鎌倉幕府與室町幕府末期的攝政。
安土桃山时代與江户时代，丰臣秀吉、德川家康相继出任朝廷太政大臣，成为攝政。
- 神功皇后
- 聖德太子
- 藤原氏
- 藤原北家
- 藤原良房
- 藤原基經
- 藤原道長
- 平清盛
- 丰臣秀吉
- 德川家康
- 二條齊敬
- 裕仁親王

### 琉球
琉球國自1372年向中國朝貢以來，每逢王位更替之時，中國必遣使冊封。在先王薨去、嗣君尚未接受冊封時以王世子身份監國，相當於攝政王。此外，攝政也是古琉球的一種官職。

### 朝鮮半島
高句麗的攝政者:
- 淵蓋蘇文、淵男生、淵男建（輔佐寶藏王）：淵氏於弒殺榮留王後自命為大莫離支，擁立寶藏王為傀儡君主

高麗王朝的顧命大臣：
- 朴述熙（輔佐高麗惠宗）
- 崔知夢、朴良柔、李謙宜（朝鲜语：이겸의）、徐熙（輔佐高麗景宗）
- 崔暹、金元崇（朝鲜语：김원숭）、金審言（朝鲜语：김심언）、韓彦恭（輔佐高麗成宗）
- 金富軾、任元厚（朝鲜语：임원후）、文公裕（朝鲜语：문공유）（輔佐高麗仁宗）
- 文克謙（輔佐高麗毅宗）
- 武臣政權的歷代執政者
- 李仁任（輔佐高麗禑王）

朝鮮王朝的攝政主要有垂帘听政和代理听政两种情况，前者为王大妃、大王大妃摄政，后者为王世子、王世孙摄政。垂帘听政的情况如下表：
| 代 | 垂帘听政者 | 听政时期                      | 听政年数 | 国王              | 备注         |
| -- | ---------- | ----------------------------- | -------- | ----------------- | ------------ |
| 1  | 貞熹王后   | 1470年－1476年                | 6年      | 朝鲜成宗          | 一说未“垂帘” |
| 2  | 文定王后   | 1545年－1553年                | 8年      | 朝鲜明宗          |              |
| 3  | 仁順王后   | 1567年－1568年                | 7个月    | 朝鲜宣祖          |              |
| 4  | 贞纯王后   | 1800年－1804年                | 4年      | 朝鲜纯祖          |              |
| 5  | 純元王后   | 1834年－1841年 1849年－1852年 | 10年     | 朝鮮憲宗 朝鮮哲宗 |              |
| 6  | 神貞王后   | 1864年－1866年                | 2年      | 朝鮮高宗          |              |

代理听政的情况如下表：
| 代 | 代理听政者 | 听政时期       | 听政年数 | 国王     | 备注         |
| -- | ---------- | -------------- | -------- | -------- | ------------ |
| 1  | 朝鮮文宗   | 1445年－1450年 | 5年      | 朝鲜世宗 | 称“参决庶务” |
| 2  | 朝鲜景宗   | 1717年－1720年 | 3年      | 朝鲜肃宗 |              |
| 3  | 朝鲜庄祖   | 1749年－1762年 | 13年     | 朝鲜英祖 |              |
| 4  | 朝鲜正祖   | 1775年－1776年 | 3个月    | 朝鲜英祖 |              |
| 5  | 朝鲜文祖   | 1827年－1830年 | 3年      | 朝鲜纯祖 |              |

此外，朝鲜王朝还有院相和势道政治两种情况，虽然不具备摄政（听政）的名分，但在不同程度上有摄政之实。

### 越南
越南君主早期的攝政主要有垂簾聽政和權臣專政兩種情況，前者為太后、君主生母攝政，後者為權臣攝政。
- 黎桓、楊雲娥（輔佐丁廢帝丁璿）
- 上陽皇后、倚蘭夫人、李道成、李常傑（輔佐李聖宗、李仁宗）
- 靈照太后、杜英武（輔佐李英宗）
- 蘇憲誠（輔佐李高宗）
- 陳承、陳守度（輔佐陳太宗）
- 胡季犛（輔佐陳順宗、陳少帝）
- 宣慈太后（輔佐黎仁宗）
- 阮淦、歷代鄭主（輔佐黎莊宗至黎愍帝）
- 鄧氏蕙（輔佐鄭主鄭檊）

至越南阮朝設置輔政大臣之職，由前任皇帝任命，以輔佐嗣君。不過到了法國殖民政府時期，輔政大臣為殖民政府任命，以架空皇帝。
- 范登興、黎文悅（輔佐明命帝）
- 張登桂（輔佐紹治帝）
- 張登桂、武文解、阮知方、林維浹（輔佐嗣德帝）
- 阮文祥、尊室說、陳踐誠（輔佐育德帝、協和帝）
- 阮文祥、尊室說、嘉興王阮福洪休（輔佐建福帝）
- 阮文祥、尊室說、嘉興王阮福洪休、懷德公阮福綿㝝（輔佐咸宜帝）
- 壽春王阮福綿定、阮文祥、阮有度、潘廷評（輔佐同慶帝）
- 綏理王阮福綿寊、懷德郡王阮福綿㝝、阮仲合、張光憻、裴殷年、阮紳、黃高啟（輔佐成泰帝）
- 安城王阮福綿𡫯、張如岡、黎貞、黃琨、尊室訢、阮有排、王維楨、高春育、陳廷樸、胡得忠、段廷𧀲（輔佐維新帝）
- 尊室訢（輔佐保大帝）

### 柬埔寨
- 西索瓦·莫尼勒
- 谢辛
- 涅本蔡

### 緬甸
- 蒲甘王國的那罗帝因迦乌娑那（英语：Naratheinga Uzana）。
- 敏象王國和彬牙王國
  - 阿丁克亞、亞扎丁堅和底哈都三兄弟。
  - 悉都，國王觉苏瓦的攝政。
- 勃固王朝的马哈代维（英语：Maha Dewi of Hanthawaddy）。

### 南亞

#### 蒙兀兒帝國
- 白拉姆汗

### 沙烏地阿拉伯
- 費薩爾王儲（1964年）
- 阿卜杜拉王儲（1996年－2005年）

### 約旦
- 納伊夫·本·阿卜杜拉王子（英语：Prince Nayef bin Abdullah），因國王塔拉勒·伊本·阿卜杜拉罹患精神病而擔任攝政。
- 胡笙國王未成年繼位時的攝政委員會：
  - 扎因·艾沙拉夫王后
  - 易卜拉欣·哈希姆
- 哈桑·賓·塔拉勒王子，因胡笙國王接受癌症治療而於1998年至1999年間擔任攝政。

### 英國

#### 摄政王
乔治四世是英国历史上唯一获得“摄政王”（Prince Regent）称号的摄政，在1810年－1820年其父喬治三世由于精神病无法视事时作为王储监国，国会因此设立“摄政王”职位。这段历史时期（以及当时的时尚、文化、建筑风格等）因此称为“摄政时代”。

#### 大不列颠王国摄政
安妮女王在1714年去世后，由首席法官帕克男爵为首的辅政大臣负责监国，同时派人前往汉诺威迎来王位继承人乔治一世赴英国。
威爾斯親王喬治曾於1716年至1717年間代替父親喬治一世處理政務。
卡羅琳王后曾於1729年、1732年、1735年和1736年至1737年間代替夫君喬治二世處理政務。

#### 英格兰王国摄政和苏格兰王国摄政
在合并为大不列颠王国之前，英格兰王国和苏格兰王国历史上都屡次出现过摄政和辅政大臣。其中包括：
英格蘭
- Ælfthryth（英语：Ælfthryth (wife of Edgar)）（978年－984年）
- 威廉·弗里茲朗（William Longchamp，1189年－1199年）
- 第一代彭布罗克伯爵威廉·马歇尔（1216年－1219年）及休伯特·德伯格，第一代肯特伯爵（英语：Hubert de Burgh, 1st Earl of Kent）（1219年－1227年）
- 亨利，第三代蘭開斯特伯爵（英语：Henry, 3rd Earl of Lancaster）（1327年－1330年）為首的攝政委員會（Regent Committee）
- 約翰，貝德福德公爵（1422年－1435年）與漢弗萊，格洛斯特公爵（1422年－1437年）
- 第三代約克公爵理查·金雀花（1454年－1455年；1455年－1456年）
- 理查德，格洛斯特公爵（1483年）
- 玛格丽特·博福特女领主（1509年）
- 阿拉貢的凱瑟琳（1513年）
- 凯瑟琳·帕尔（1544年）
- 愛德華·西摩，第一代薩默塞特公爵（1547年－1550年）
- 約翰·達德利，第一代諾森伯蘭公爵（1550年－1553年）
- 弗兰西斯·培根（1617年）
- 瑪麗二世和以第一代德文郡公爵威廉·卡文迪许為首的七人攝政委員會（1689年－1698年）

蘇格蘭
- 以威廉·弗雷澤主教（英语：William Fraser (bishop of St Andrews)）為首的六人攝政委員會（1286年－1290年）
- 威廉·華萊士（1298年）
- 羅伯特·布魯斯（1298年－1300年）
- 巴德諾克的約翰·科明三世（英语：John Comyn III of Badenoch）（1298年－1301年、1302年－1304年)
- 威廉·德·蘭柏頓（英语：William de Lamberton）（1299年－1301年）
- 英格拉姆·德·烏姆弗拉維爾（英语：Ingram de Umfraville）（1300年－1301年）
- 約翰·德·蘇勒（英语：John de Soules (Guardian of Scotland)）（1301年－1304年）
- 托馬斯·蘭道夫，第一代馬里伯爵（英语：Thomas Randolph, 1st Earl of Moray）（1329年－1332年）
- 多姆納爾二世，馬爾伯爵（英语：Domhnall II, Earl of Mar）（1332年）
- 安德魯·默里爵士（英语：Andrew Murray (soldier)）（1332年、1335年－1338年）
- 阿奇博爾德·道格拉斯爵士（英语：Archibald Douglas (died 1333)）（1332年－1333年）
- 羅伯特·斯图尔特（1334年－1335年、1338年－1341年、1346年－1357年）
- 約翰·蘭道夫，第三代馬里伯爵（英语：John Randolph, 3rd Earl of Moray）（1334年－1335年）
- 約翰·斯图尔特，卡里克伯爵（1384年－1388年）
- 罗伯特·斯图尔特，第一代法伊夫伯爵（1388年－1393年、1401年－1420年）
- 羅撒西公爵大衛·斯圖爾特（1399年－1401年）
- 奧爾巴尼公爵默多克·斯圖亞特（英语：Murdoch Stewart, Duke of Albany）（1420年－1424年）
- 阿奇博爾德·道格拉斯，第五代道格拉斯伯爵（英语：Archibald Douglas, 5th Earl of Douglas）（1437年－1439年）
- 威廉·克萊頓，第一代克萊頓勳爵（英语：William Crichton, 1st Lord Crichton）和亞歷山大·利文斯頓爵士（英语：Alexander Livingston of Callendar）（1439年－1445年）
- 威廉·道格拉斯，第八代道格拉斯伯爵（英语：William Douglas, 8th Earl of Douglas）（1445年－1449年）
- 海爾德的瑪麗亞（1460年－1463年）
- 詹姆斯·肯尼迪主教（英语：James Kennedy (bishop)）和吉爾伯特·肯尼迪，第一代肯尼迪勳爵（英语：Gilbert Kennedy, 1st Lord Kennedy）（1463年－1466年）
- 羅伯特·博伊德，第一代博伊德勳爵（英语：Robert Boyd, 1st Lord Boyd）（1466年－1469年）
- 帕特里克·赫本，第一代博思韋爾伯爵（英语：Patrick Hepburn, 1st Earl of Bothwell）（1488年－1494年）
- 玛格丽特·都铎（1513年－1514年）
- 奧爾巴尼公爵約翰·斯圖亞特（英语：John Stewart, Duke of Albany）（1514年－1524年）
- 阿奇博爾德·道格拉斯，第六代安格斯伯爵（英语：Archibald Douglas, 6th Earl of Angus）和詹姆斯·比頓（英语：James Beaton）（1524年－1528年）
- 第二代阿倫伯爵詹姆斯·漢密爾頓（1542年－1554年）
- 玛丽·德·吉斯（1554年－1560年）
- 詹姆斯·斯圖亞特，第一代馬里伯爵（英语：James Stewart, 1st Earl of Moray）（1567年－1570年）
- 第四代伦诺克斯伯爵马修·斯图亚特（1570年－1571年）
- 約翰·厄斯金，馬爾伯爵（英语：John Erskine, Earl of Mar (died 1572)）（1571年－1572年）
- 詹姆斯·道格拉斯，第四代莫頓伯爵（英语：James Douglas, 4th Earl of Morton）（1572年－1581年）

### 德國

#### 安哈尔特公国
- 安哈特的艾瑞伯特

#### 巴登大公國
- 弗里德里希王子

#### 巴伐利亞王國
- 柳特波德 (巴伐利亚)
- 路德维希三世 (巴伐利亚)

#### 不伦瑞克公国
- 喬治四世
- 普魯士的阿爾布雷希特 (1837–1906)
- 约翰·阿尔布雷希特 (梅克伦堡-什未林)

#### 漢諾威王國
- 喬治四世

#### 黑森-卡塞尔伯国
- 阿瑪莉埃·伊莉莎白（英语：Countess Amalie Elisabeth of Hanau-Münzenberg）
- 腓特烈·威廉一世 (黑森選侯)

#### 利珀親王國
- 紹姆堡-利珀的阿道夫王子（英语：Prince Adolf of Schaumburg-Lippe）
- 恩斯特二世 (利珀-比斯特費爾德)
- 利奧波德四世 (利珀)

#### 梅克倫堡-什未林大公國
- 约翰·阿尔布雷希特 (梅克伦堡-什未林)

#### 梅克倫堡-施特雷利茨大公國
- 腓特烈·法蘭茲四世

#### 普魯士王國
- 威廉王子

#### 薩克森-科堡-哥達
- 恩斯特二世 (霍恩洛厄-朗根堡)

#### 薩克森-邁寧根
- 路易絲·艾蕾諾爾 (霍恩洛厄-朗根堡)

#### 薩克森-魏瑪
- 安娜·艾瑪莉亞 (不倫瑞克-沃爾芬比特爾)

#### 瓦爾德克和皮爾蒙特親王國
- 安哈特-貝恩堡-紹姆堡-霍伊姆的艾瑪

### 奧地利
- 奧地利的路德維希，姪子斐迪南一世因智力缺陷無法視事，受兄長弗朗茨二世一世囑託擔任攝政。

### 匈牙利
- 塞爾維亞的伊洛娜（英语：Helena of Serbia, Queen of Hungary）、別勞許（英语：Beloš）（1141年－1146年），輔佐幼君蓋薩二世。
- 安德烈二世（1204年－1205年），輔佐幼君拉斯洛三世後取而代之。
- 波士尼亞的伊莉莎白（1382年－1385年），輔佐瑪麗亞一世。
- 匈雅提·亚诺什（1446年－1453年），輔佐拉斯洛五世。
- 霍爾蒂·米克洛什（1920年－1944年），自稱攝政，然而摄政期間沒有實際在位的君主，所以他也是該國最高領導人。

### 西班牙
- 奧地利的瑪麗亞·克里斯蒂娜，她兒子阿方索十三世年幼時任攝政王。
- 弗朗西斯科·佛朗哥（1947年－1975年），自稱考迪罗（事实上的摄政王和国家元首），然而摄政期間沒有實際在位的君主。

### 葡萄牙
- 雷昂的特蕾莎
- 阿方索三世
- 萊昂諾爾·特列斯（英语：Leonor Teles）王后
- 若昂一世
- 亞拉岡的萊昂諾爾
- 科英布拉公爵彼得（英语：Peter, Duke of Coimbra）
- 奧地利的卡塔里娜
- 恩里克一世
- 路易莎王后
- 佩德羅王子
- 布拉干薩的凱瑟琳
- 若昂六世
- 葡萄牙的伊莎貝爾·瑪麗亞
- 米格爾王子
- 布拉干薩公爵彼得
- 費爾南多二世

### 荷蘭
- 安妮長公主 (奧蘭治親王妃)
- 瑪麗·路易絲 (黑森-卡塞爾)
- 不倫瑞克-呂訥堡的路易·歐內斯特公爵（英语：Duke Louis Ernest of Brunswick-Lüneburg）
- 卡羅琳娜公主 (奧蘭治-拿騷)
- 荷蘭國務委員會（英语：Council of State (Netherlands)）（1889年－1890年）
- 埃玛公主 (瓦尔德克-皮尔蒙特)
- 朱丽安娜公主

### 比利時
- 蘇萊德紹基耶男爵伊拉斯謨·路易（英语：Erasme Louis Surlet de Chokier）（1831年），在利奧波德一世即位前短暫擔任攝政。
- 法蘭德斯伯爵查理王子（1944年－1950年），哥哥利奧波德三世在此期間被流放。
- 博杜安王子（1950年－1951年），政治危機期間擔任父親利奧波德三世的攝政，後繼位。

### 丹麥
- 约翰·弗里德里希·施特林泽
- 丹麥的弗雷德里克親王和朱麗安妮·瑪麗王后
- 弗雷德里克六世王儲
- 弗雷德里克九世王儲

### 瑞典
- 馬茨·克蒂爾蒙德松
- 英格堡·哈康斯多塔
- 卡尔八世·克努特松·邦代
- 本特·揚森和尼爾斯·揚森
- 小约恩斯·本特松
- 凯蒂尔·卡尔松
- 埃里克·阿克塞爾松
- 老斯頓·斯圖雷
- 斯萬特·尼爾松
- 埃里克·阿維德森·特羅勒
- 小斯滕·斯圖雷
- 古斯塔夫·瓦萨
- 南曼蘭公爵卡尔九世
- 埃克塞尔·乌克森谢纳
- 海德薇希·艾蕾諾拉
- 烏爾麗卡·埃莉諾拉公主
- 南曼蘭公爵卡尔十三世
- 卡尔十四世·约翰王儲
- 卡爾十五世王儲

### 挪威
- 马格努斯七世（1343年－1355年）
- 奧拉夫王儲（1945年、1955年－1957年）
- 哈拉爾王儲（1990年－1991年）
- 哈康王储（2003年－2004年、2005年、2019年）

### 俄羅斯
- 奥列格（俄語：Олег Вещий，古諾斯語：Helgi；？－912年），二代諾夫哥羅德大公及初代基輔羅斯大公，擔任其子和繼任者伊戈爾·留里科維奇的攝政。
- 基辅的奥尔加（俄語：Св. Ольга；890年－969年7月11日）古羅斯國女政治家，基輔大公伊戈爾的夫人，斯維亞托斯拉夫·伊戈列維奇大公的母親和攝政（945年—957年）。
- 阿列克塞主教，擔任幼君德米特里·頓斯科伊的攝政。
- 立陶宛的索菲娅（英语：Sophia of Lithuania）（1371年－1453年），從1425年到1434年，擔任其子莫斯科大公瓦西里二世的攝政。
- 叶连娜·瓦西里耶芙娜·格林斯卡娅（俄語：Еле́на Васи́льевна Гли́нская；1510年－1538年），伊凡雷帝之母，1533年起擔任攝政至逝世。
- 七波雅爾，名義上擔任沙皇弗拉季斯拉夫一世在俄羅斯的攝政。
- 索菲婭·阿列克謝耶芙娜·羅曼諾娃（俄語：Царевна Софья Алексеевна Романова，1657年9月17日－1704年7月3日）（英語：Sophia Alekseyevna of Russia）是俄羅斯歷史上的一位女攝政，沙皇俄國羅曼諾夫王朝公主，伊凡五世同母姐，彼得大帝的異母姐。彼得大帝親政後，她試圖奪權失敗，餘生被彼得軟禁於修道院為修女。
- 納塔利婭·基里洛芙娜·納雷什金娜（俄語：Ната́лья Кири́лловна Нары́шкина，1651年9月1日－1694年2月4日）是沙皇阿列克謝·米哈伊洛維奇的第二位夫人，彼得大帝之母。
- 亚历山大·达尼洛维奇·缅什科夫，1726年至1728年擔任彼得二世的攝政。
- 恩斯特·約翰·馮·比隆，1740年短暫擔任伊凡六世的攝政。
- 安娜·利奧波多芙娜（俄語：Анна Леопольдовна，1718年12月18日－1746年3月19日），1740年至1741年擔任其子伊凡六世的攝政。

### 列支敦士登
- 法蘭茲·約瑟夫二世，曾擔任法蘭茲一世的攝政四個月。
- 漢斯·亞當二世（1984年－1989年），擔任父親法蘭茲·約瑟夫二世的攝政。
- 列支敦斯登王儲阿洛伊斯（2004年－至今），目前歐洲王室唯二在任攝政王。[1]

### 盧森堡
- 纪尧姆大公储（2024年－至今），目前歐洲王室唯二在任攝政王。